# Vahitahi
Vahitahi, auch Vaitake genannt, ist ein Atoll im Tuamotu-Archipel im Pazifischen Ozean. Politisch gehört es zu Französisch-Polynesien und dort zur Gemeinde Nukutavake. Vahitahi liegt dabei etwa 50 Kilometer nördlich der Hauptinsel Nukutavake.
Das ovale Atoll besteht aus einer größeren, sichelförmigen Insel im Nordosten, einer kleineren Insel im Westen sowie zahlreichen kleineren Motus. Die flache, zentrale Lagune ist vollständig von einem Korallenriff umschlossen. Die Landfläche beträgt etwa 2,5 km², die Fläche der Lagune 7,4 km². Nur die kleinere Insel im Westen ist bewohnt, die 83 Einwohner (Stand: 2007) leben vorwiegend im Hauptort Mohitu. Dort befindet sich auch der Flugplatz von Vahitahi.
Vahitahi wurde 1768 vom französischen Seefahrer Louis Antoine de Bougainville für Europa entdeckt und von ihm ursprünglich (nach dem Drusenfürsten Fachr ad-Dīn II.) Les Quatre Facardins genannt. James Cook erreichte das Atoll ein Jahr später und nannte es Lagoon Island.